# 129165 Kevinstout
129165 Kevinstout è un asteroide della fascia principale. Scoperto nel 2005, presenta un'orbita caratterizzata da un semiasse maggiore pari a 3,0184655 UA e da un'eccentricità di 0,1088635, inclinata di 7,78179° rispetto all'eclittica.